# Amblyothele hamatula
Amblyothele hamatula Russell-Smith, Jocqué & Alderweireldt, 2009 è un ragno appartenente alla famiglia Lycosidae.

## Etimologia
Il nome proprio della specie deriva dal latino hamatulus, che significa piccolo gancio, in riferimento alla forma della proiezione sul lobo posteriore dell'apofisi mediana dei pedipalpi.

## Caratteristiche
L'olotipo maschile rinvenuto ha lunghezza totale di 3,17mm; la lunghezza del cefalotorace è di 1,56mm; e la larghezza è di 1,08mm.

## Distribuzione
La specie è stata reperita nella Costa d'Avorio centrale: l'olotipo maschile è stato rinvenuto nel sito del WARDA, presso la città di Bouaké, capoluogo della Regione della Valle del Bandama.

## Tassonomia
Al 2016 non sono note sottospecie e dal 2009 non sono stati esaminati nuovi esemplari.